# 鄭溫 (後燕)
鄭溫，荥阳郡开封县人（今河南省开封市），曾任後燕太子詹事。鄭溫三個兒子鄭曄、鄭恬、鄭簡，分別是滎陽鄭氏北祖、中祖、南祖的始祖，在唐朝這三人的子孫被列為「禁婚家」而知名。

## 禁婚家
唐朝顯慶四年，唐高宗下詔禁止包括隴西李寶、太原王瓊、滎陽鄭溫、范陽盧子遷、盧渾、盧輔、清河崔宗伯、崔元孫、前燕博陵崔懿、晉趙郡李楷等子孫後裔在內的七姓十家自己做主互相通婚。然而這些士族並不理會這道禁令，也沒有因此衰落，自稱「禁婚家」反而身價更高，高宗的禁令得到反效果。